# Tugt & utugt 2 - Fra farlig ungdom til pornofrit miljø
|  | Denne artikel er oprettet af botten PalnaBot ud fra en ekstern database. Den kan derfor have sproglige fejl eller mangler. Denne skabelon kan fjernes efter kontrol af indholdet. |

Tugt & utugt 2 - Fra farlig ungdom til pornofrit miljø er en film instrueret af Torben Skjødt Jensen, Ghita Beckendorff.

## Handling
Fra farlig ungdom til pornofrit miljø. Sex er kommet for at blive, sagde Groucho Marx. Men moralens grænser og de erotiske billeder forandrer sig hele tiden. Hvem opstiller reglerne og med hvilken hensigt? I en fascinerende collage af interviews, pikante tegninger, arkivbilleder, filmklip og erotisk litteratur beretter filmen om synet på sex i det 20. århundrede i Danmark og Sverige. Den seksuelle revolution spejler samfundet, og del 2 af »Tugt og Utugt« handler om perioden fra 1950 til i dag - fra fremsynede porno-pionerer og verdens første sexmesse over "sikker sex"-kampagner i fattigfirserne til vore dages pornoblade og videoer i børnehøjde. Spørgsmålet er, om frigørelsen har sejret sig ihjel?